# Simenchelys parasitica
Simenchelys parasitica – gatunek ryby węgorzokształtnej z rodziny Synaphobranchidae (niekiedy zaliczany do osobnej rodziny Simenchelyidae), jedyny przedstawiciel rodzaju Simenchelys. Występuje na głębokościach 136–2620 m p.p.m., we wszystkich ciepłych oceanach. Odżywia się bezkręgowcami i rybami, jednak opisywano zjawisko pasożytowania tego gatunku w sercu dużych ryb, np. rekinów.